# عبد الرحمن الشربيني
عبد الرحمن بن محمد بن أحمد الشِّربِيني (المتوفى 1326 هـ) فقيه شافعي مصري. تولى مشيخة الأزهر لمدة سنتين.

## مولده ونشأته
غير معروف تاريخ مولده. نشأ في قريته شربين التي نُسِبَ إليها، وحفظ القرآن الكريم ثم قدم إلى القاهرة تمهيدًا للالتحاق بالأزهر، الذي درس به علوم الأزهر المقررة حينئذ مثل: التفسير، والحديث، والتوحيد، والتصوف، والفقه، وأصول الفقه، وعلم الكلام، والنحو، والصرف، والعروض، والمعاني والبيان، والبديع والأدب، والتاريخ، والسيرة النبوية، على يد كبار مشايخ عصره وظهر نبوغه ورشحه أساتذته للتدريس بالأزهر الشريف وكان فاهمًا لمشكلات الدراسة والتدريس ويميل إلى دراسة أمهات الكتب والمتون، وكان يحمل الطلبة على التعمق في أصول أمهات الكتب، ودراسة هذه المصنفات وكان الشيخ عازفًا عن الدنيا وزاهدًا فيها وكان مؤمنا بفكرة المحافظة على القديم مشفقًا على الأزهر من التطور «المذموم» فيهجر علوم الدين إلى علوم الدنيا.

## توليه المشيخة
ولما وجد الحكام في الشيخ الشربيني عزوفًا عن الدنيا وزهدًا فيها وأحسوا فيه عدم ميله للتجديد، اتجهوا إليه بأنظارهم وأفكارهم وأرادوا إسناد الأزهر إليه، ظنًا منهم إنه سيشغله زهده عن أمور المشيخة، وهذا يتيح لهم أن يبسطوا سلطانهم على الأزهر، فعرضوا عليه تولي المشيخة مرارًا وهو يعتذر عن عدم قبوله هذا المنصب الكبير، فأصر الخديوي على الشيخ بأن يقبل، وأخيرًا استجاب الشيخ الشربيني تحت إلحاح الخديوي عباس حلمي الثاني وقبل المنصب، فأصدر الخديوي قرارًا بتولية الشربيني مشيخة الأزهر في 12 محرم 1323 هـ/ 1905 م، وأقام الخديوي حفلا كبيرًا بهذه المناسبة، خلع فيه كسوة التشريفة على الشيخ الشربيني، وألقى الخديوي خطبة بهذه المناسبة محتفيًا به وأبرز ما جاء فيها:
وظل الشيخ الشربيني متمسكًا بأن يبعد الأزهر عن أهواء الساسة والحكام، ومنع كل محاولات الخديوي للسيطرة على الأزهر الشريف والاستيلاء على أوقافه وأمواله وشئونه من وراء ظهر الشيخ الشربيني، فأبى عليه ذلك، وقدَّم استقالته في ذي الحجة عام 1324 هـ/ 1907 م.

## مؤلفاته
لقد كان متعمقًا في الدراسات الدينية متمرسًا بأساليب المراجع القديمة فاهمًا لمشكلاتها، وكان يحمل الطلبة على التعمق في أصول أمهات الكتب ودراسة هذه المصنفات حرصًا منه على تخريج علماء بارعين، ومع غزارة علمه إلا أنه لم يصنف كثيرًا، فمن مؤلفاته:
- تقرير على حاشية البناني على شرح المحلي على جمع الجوامع للسبكي «أصول الفقه»
- تقرير على حاشية ابن قاسم على شرح شيخ الإسلام زكريا الأنصاري لمتن البهجة الوردية - بهجة الحاوي - وهي منظومة في الفقه الشافعي.[4]
- تقرير على حاشية «عبد الحكيم» على شرح السيالكوتي على شرح القطب على الشمسية في المنطق.[5]
- «فيض الفتاح على حواشي شرح تلخيص المفتاح» في علوم البلاغة[6]

## وفاته
توفي في القاهرة سنة 1326 هـ/ 1908 م.